# Битва при Джорнико
Би́тва при Джорнико (итал. Battaglia di Giornico, нем. Schlacht bei Giornico) — сражение, состоявшееся 28 декабря 1478 года между миланскими и швейцарскими войсками близ города Джорнико, является частью трансальпийских походов Швейцарской конфедерации XV—XVI веков. Завершилось победой более швейцарского отряда, сумевщего обратить в бегство превосходящие миланские силы.

## История
В XV веке Швейцарская конфедерация начала активную экспансионистскую политику, в том числе решившись захватить Альпы с обеих сторон.
В ноябре 1478 года войска кантона Ури направились на юг через перевал Сен-Готард в долину Левентина. Её население, долгие годы противостоявшее Миланскому герцогству, встретило швейцарцев как освободителей. Однако город Беллинцона встретил их закрытыми воротами, и Ури вместе с кантонами Люцерн, Швиц и Цюрих 30 ноября начал осаду.
В ответ миланский герцог Джан Галеаццо Сфорца направил к городу войско в 10 тыс. человек с целью снять осаду и прогнать швейцарцев.

## Битва
16 декабря миланцы достигли Маджадино у озера Лаго-Маджоре в 14 км от Беллинцоны. Но к этому моменту основное войско конфедерации уже прекратило 14-дневную осаду и ушли к Сен-Готарду, оставив на страже отряд в 175 швейцарцев и 400 левентийцев. Вся миланская армия достигла Джорнико 28 декабря 1478 г.
Защитники смогли победить гораздо более крупные силы, потому что миланская армия находилась в узкой долине, пытаясь закрепиться на декабрьских снегах и льдах. Швейцарцы устроили засаду и напали сверху, создав беспорядок и скатывая большие валуны по склону холма. Сообщается, что они также носили альпинистские кошки, чтобы лучше держаться на ногах. Против этой атаки миланская армия была беспомощна, и была вынуждена бежать, оставив около 1400 убитых.

## Последствия
После сражения герцог отступил из Левентины, которую занял Ури. Люцернский мир от 3 марта 1480 года закрепил сложившиеся территориальные перемены.
Для укрепления своей власти в Беллинцоне герцогом был построен замок Сассо Корбароe.